# Bolaspinnen
Die Bola- bzw. Lassospinnen (Tribus Mastophoreae) gehören zur Familie der Echten Radnetzspinnen (Araneidae). Es sind weltweit drei Gattungen bekannt; die in Australien vorkommende Ordgarius, Cladomelea aus Afrika sowie die Gattung Mastophora aus Nordamerika. Insgesamt werden 66 Arten zu dieser Gruppe gerechnet.

## Lebensweise
Alle drei Gattungen besitzen eine spezielle Methodik der Beutejagd, auf Grund derer diese Spinnen ihren Namen erhielten. Bolaspinnen produzieren im Gegensatz zu ihren Verwandten Arten der Radnetzspinnen keine Netze, sondern spinnen einen einzelnen Faden, an dem sich endständig eine Schleimkugel befindet. Der Inhalt dieser Schleimkugel ist mit einem speziellen Pheromon (Sexuallockstoff) gefüllt, der jeweils auf ganz bestimmte Beutetiere eine Wirkung erzielt. Die Spinne imitiert mit Hilfe der Pheromonkugel einen potenziellen Sexualpartner. Eine solche Vortäuschung falscher Tatsachen (hier die eines Sexualpartners) ist im Tierreich auch unter dem Begriff der Mimikry bekannt.
Sobald sich ein angelocktes Beutetier in der Nähe der Spinne befindet, versucht diese das Insekt mit Hilfe der Schleimkugel (ähnlich einem Bola-Lassowurf, daher auch der Name) einzufangen, indem sie den an den Vorderbeinen befindlichen Spinnfaden nach der Beute hin auswirft. Das Beutetier bleibt im klebrigen Sekret des Spinnfadens hängen, worauf die Spinne das Beutetier anschließend einspinnt.

## Systematik
- Mastophora (Amerikanische Bolaspinnen, 48 Arten)
- Cladomelea (Afrikanische Bolaspinnen, vier Arten)
- Ordgarius (Australasische Bolaspinnen, 12 Arten)